# فانث

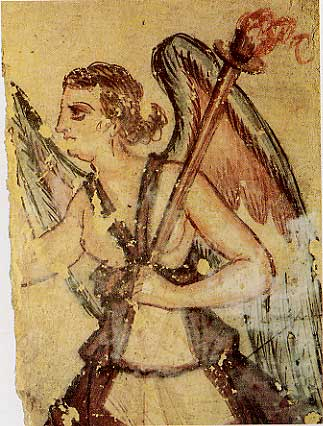
عرض لفانث في تصوير جصي في مقبرة أتروسكية في تاركوينيا.

فانث هي مخلوق تحت أرضي في الميثولوجية الأتروسكية ظهرت في أنواع كثيرة من الفن الجنائزي مثل رسومات القبور والتوابيت الحجرية. إنها أنثى شيطان تحت أرضية في الحضارة الأتروسكية تكون عادة بصحبة فانث أخرى أو شيطان آخر مثل خارون (الذي عرف في وقت لاحق بخارو). ظهرا الاثنين في بداية الأيقنة (صناع التماثيل) فقط عام 400 قبل الميلاد في منتصف فترة الفن الأتروسكي بالرغم من ذكر اسمها في كتابات أقدم.